# Pectinodon
Pectinodon is een geslacht van theropode dinosauriërs, behorend tot de groep van de Maniraptora, dat tijdens het late Krijt leefde in het gebied van het huidige Noord-Amerika.
In 1982 benoemde Kenneth Carpenter een aantal theropode tanden uit de Lanceformatie van Wyoming als de typesoort Pectinodon bakkeri. De geslachtsnaam is afgeleid van het Latijn pecten, "kam", en het Oudgriekse ὀδών, odoon, "tand", een verwijzing naar de kamvormige kartelingen op de achterrand van de tanden. De soortaanduiding eert Carpenters vriend en collega Robert Thomas Bakker.
Het holotype, UCM 38445, was gevonden in een laag uit het late Maastrichtien, ongeveer 67 miljoen jaar oud. Het bestaat uit een 6,2 millimeter lange tand. Carpenter gaf ook een aantal paratypen aan. Sommige daarvan waren ook tanden, zoals specimen UCM 38446, een 1,8 millimeter lange tand van een jong dier, specimen UCM 73098, een 2,8 millimeter lange juveniele tand en de negen specimina UCMP 125239-12247. Twee stukken bestonden echter uit skeletmateriaal: UCM 41666, een stuk voorste onderkaak van een jong dier, en UCM 43218, een onderste hersenpan van een jong dier. Later zouden talrijke andere tanden uit de formatie aan de soort worden toegewezen en ook eierschalen.
In 1985 benoemde Lev Nesov een tand uit de Chodzhakoelformatie van Oezbekistan, specimen CCMGE 49/12176, als een tweede soort van Pectinodon: Pectinodon asiamericanus. De soortaanduiding verwees naar de gedachte dat het geslacht zich van Azië naar Amerika zou hebben verspreid. Deze soort is in 1991 door Olshevsky hernoemd tot Saurornithoides asiamericanus en in 1995 door Nesov zelf tot Troodon asiamericanus. Gezien de ouderdom, het vroege Cenomanien, behoort hij naar huidige inzichten tot geen van de drie geslachten. Sommige onderzoekers beschouwen het als een nomen dubium.
In 1987 stelde Philip Currie dat de tanden van Pectinodon bakkeri niet te onderscheiden waren van die van Troodon, mits men rekening hield met de vermoedelijke positie in de kaken. Hierna werd het gebruikelijk Pectinodon te zien als een jonger synoniem van Troodon formosus. Langzaam kwam hierin verandering. Het besef drong door dat de tanden uit de Lanceformatie aan een andere soort toebehoord moesten hebben dan T. formosus daar die zo'n zes miljoen jaar eerder leefde. In 1990 gaf Currie ook toe dat er toch verschillen waren in tandvorm. In 1991 benoemde daarom George Olshevsky het taxon als een aparte soort van Troodon: Troodon bakkeri. In het begin van de eenentwintigste eeuw werd het de gewoonte om soorten zo veel mogelijk een eigen geslacht te geven. Aangezien de geslachtsnaam Pectinodon al bestond, werd ook die weer gebruikt.
In 2013 publiceerde Currie een studie waaruit bleek dat er geen kwantitatief verschil was tussen pectinodontanden uit de Lanceformatie en de even oude Hell Creek Formation. Het zou dus gaan om hetzelfde morfotype. In de oudere Dinosaur Park Formation uit het Campanien waren echter gelijksoortige tanden te vinden. Die verwees Currie naar een cf. Pectinodon. De aantallen waren te kleine om statistisch significante verschillen te vinden.
Pectinodon is een vrij kleine tweevoetige theropode. Vermoedelijk was hij warmbloedig en bevederd. De tubercula basilaria, afhangende lobben, van de hersenpan zijn vrij groot. De symfyse van de onderkaken, hun samengroeiing, is robuuster dan bij Zanabazar, maar minder robuust dan bij Troodon.
Pectinodon werd door Carpenter in de Saurornithoididae geplaatst. Deze groep wordt tegenwoordig gezien als identiek aan de Troodontidae. Pectinodon is de enige bekende troodontide uit de Lance en Hell Creek formaties.